# Líský
Líský (Duits: Haselwald) is een Tsjechische gemeente in de regio Midden-Bohemen en maakt deel uit van het district Kladno. Het dorp ligt op 12 km afstand van Slaný.
Líský telt 106 inwoners (2023).

## Geschiedenis
De eerste schriftelijke vermelding van het dorp dateert van 1616.
Sinds 1960 is Líský een zelfstandige gemeente binnen het district Kladno.

## Verkeer en vervoer

### Autowegen
Weg III/23716 loopt door de gemeente en is aan beide uiteinden verbonden met weg II/237.

### Spoorlijnen
Er is geen spoorlijn of station in het dorp. Het dichtstbijzijnde station is Klobuky v Čechách, op 8,5 km afstand. Dat station is gelegen aan spoorlijn 110 Kralupy nad Vltavou - Slaný - Louny.

### Buslijnen
Er is één bushalte in het dorp, ter hoogte van het gemeentehuis: Líský. De halte wordt bediend door lijn 589 Kvílice - Linkový van ČSAD Slaný.

## Bezienswaardigheden

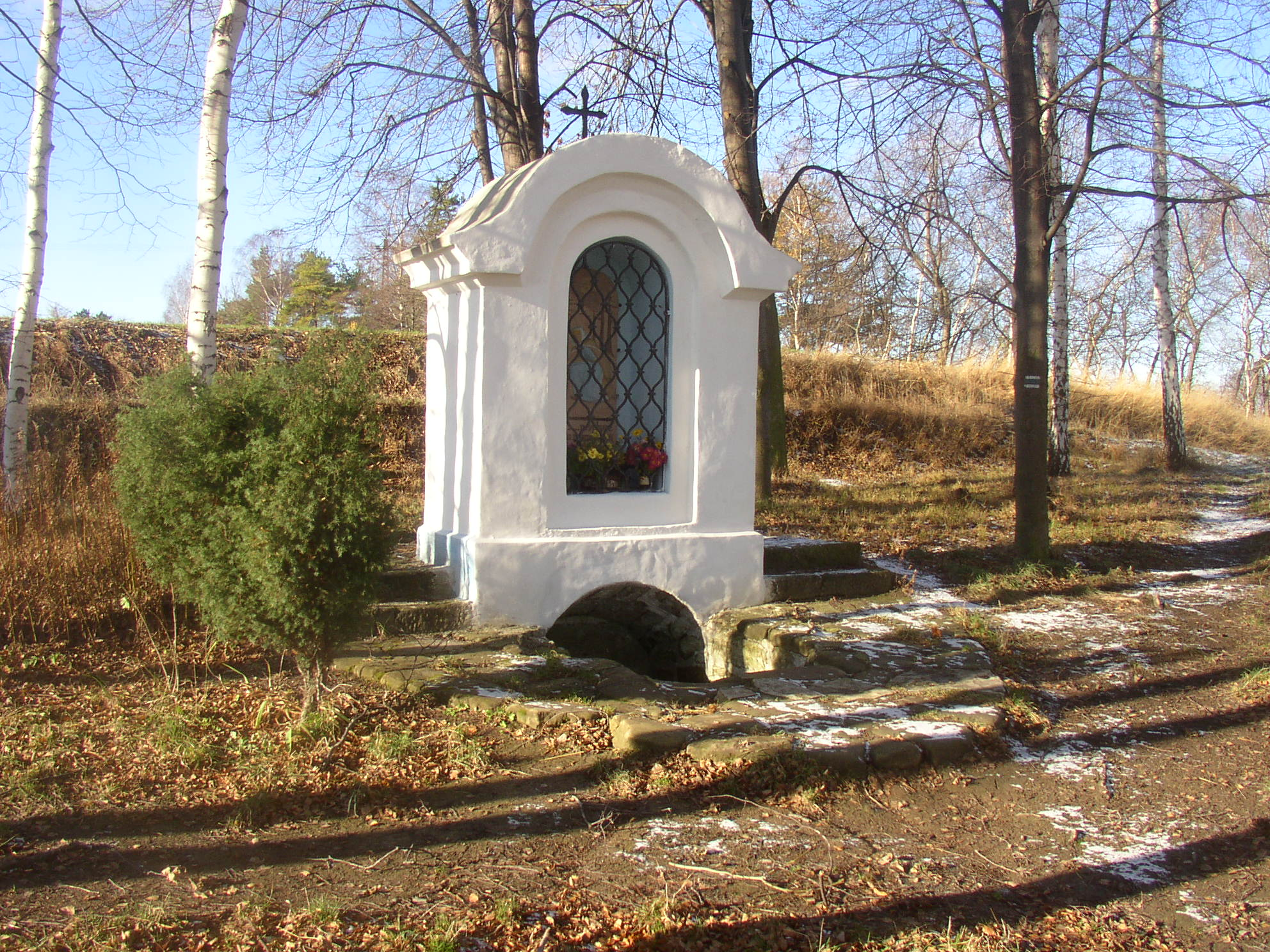
Královkakapel

- Líský, een uitkijktoren op een vlakke heuvel boven het dorp;
- Kapel nabij het dorpsplein met een gedenkplaat voor de slachtoffers van de Tweede Wereldoorlog;[5]
- Královkakapel in een berkenbos op een heuvel, een paar honderd meter ten noorden van het dorp. De fontein komt voor in de legende van koningin Eliška Přemyslovna, die hier de sleutels van de kroonjuwelen verborgen zou hebben toen ze vluchtte voor haar man. De legende werd op schrift gesteld door Václav Beneš Třebízský in zijn korte verhaal Královka.